# Jean-Paul Tapie
Pour l’article homonyme, voir Bernard Tapie.
Jean-Paul Tapie est un écrivain français né le 23 octobre 1949 à Bordeaux et installé depuis 2000 à La Réunion. Auteur d'une vingtaine d'ouvrages, il a notamment publié sous le pseudonyme de Zaïn Gadol des romans érotiques.
Fasciné par les thèmes de la virilité et de l'homosexualité, Jean-Paul Tapie décline dans ses œuvres ses désirs et ses contradictions.

## Biographie
Né à Bordeaux dans une famille de la petite bourgeoisie, Jean-Paul Tapie grandit ensuite en Vendée, à La Roche-sur-Yon. Une adolescence difficile lui laissera à jamais un souvenir amer de cette ville et de cette région. Après des études de journalisme au sein de la première promotion de l'IUT de Bordeaux-Montaigne, il part en Israël où il passe un an dans un kibboutz. Il y apprend non seulement l'hébreu, mais aussi que l'on peut être heureux en acceptant d'être ce que l'on est. La parution de son premier roman, Dolce Roma, en 1974, marque le début de son acceptation de son homosexualité et de son épanouissement personnel.
Pendant les années qui suivent, déçu par l'échec de son premier, puis de son deuxième roman (Le Bal des soupirs, 1982), il se consacre très intensément à la recherche du plaisir et à l'exploration de ses fantasmes. Ce n'est qu'en 1996 qu'il écrit son troisième roman, Le Désir du cannibale. À partir de là, il écrira et publiera au moins un livre par an, toujours avec le même insuccès, à l'exception de Dix petits phoques en 1998. Il se décrit lui-même comme un auteur de « worst sellers ».
En 2000, il part s'installer à La Réunion, où il vit toujours. Il décrit cette installation comme « la plus grande connerie de sa vie », mais affirme ne pas regretter de l'avoir faite.
En dehors de la littérature et du plaisir, il a consacré une grande partie de sa vie au sport : ski nautique, parachutisme, course à pied, course de montagne, escalade, randonnée pédestre, musculation.

## Œuvre

### Romans
L'œuvre de Jean-Paul Tapie est principalement publiée aux éditions Orphie, spécialisées dans la littérature française d'Outre-mer ou chez H&O, spécialisée dans la littérature gay.
- 1974 : Dolce Roma (Grasset)
- 1982 : Le Bal des soupirs (La Table Ronde)
- 1996 : Le Désir du cannibale (Robert Laffont)
- 1998 : Dix petits phoques (H&O)
- 1999 : Le Fils de Jean (Gallimard)
- 2000 : Un goûter d'anniversaire (Stanké)
- 2001 : Putain de Roche Ecrite ! (nouvelles - Éditions Orphie)
- 2002 : Le Cirque de la solitude (H&O)
- 2003 : L'Arbre du voyageur (Éditions Orphie)
- 2004 : Le Garçon qui voulait être Juif (H&O)
- 2005 : Un goût de cendres (H&O)
- 2006 : Le Chasseur d'antilopes (H&O)
- 2007 : Dolko - Tome 1 : L'Odyssée de l'esclave (H&O)
- 2008 : Dolko - Tome 2 : Le Triomphe du pirate (H&O)
- 2008 : Dolko - Tome 3 : L'Empire du barbare (H&O)
- 2009 : Dolko - Tome 4 : Le Dernier Combat (H&O)
- 2009 : La Couverture pays (Éditions Orphie)
- 2010 : Amaury ou Les Chemins de Paris (H&O)
- 2011 : Bertrand ou Les Chemins de la Terre Sainte (H&O)
- 2011 : Les Cendres vagabondes (Éditions Orphie)
- 2012 : Tobias ou La Croisée des chemins (H&O)
- 2012 : Dʼune pierre deux coups (Éditions Orphie)
- 2012 : Ils m'appelaient Fanchette (H&O)
- 2013 : L'Homme qui lisait Henry Miller (H&O)
- 2013 : Le Ravisseur (Éditions Orphie)
- 2014 : Schlomo (H&O)
- 2015 : De l'autre côté de la frontière (H&O)
- 2015 : L'Effroyable Actualité (H&O)
- 2015 : Les Bâtards de l'Empire - Tome 1 : L'Ombre de la Terreur (H&O)
- 2016 : Les Bâtards de l'Empire - Tome 2 : Prisonniers des sables (H&O)
- 2017 : Les Bâtards de l'Empire - Tome 3 : Les Garçons de Naples (H&O)
- 2017 : Les Bâtards de l'Empire - Tome 4 : Le Soleil noir de Wagram (H&O)
- 2017 : L'Étalon d'outre-tombe (Éditions Textes gais)
- 2018 : Les Bâtards de l'Empire - Tome 5 : Le Rendez-vous d'Anatevka (H&O)

### Romans sous le pseudonyme de Zaïn Gadol
- 2004 : Juste pour une nuit (H&O)
- 2005 : Furia Corsica (H&O)
- 2006 : Corps d'élite (H&O)
- 2013 : Tout feu tout flamme (H&O)
- 2013 : Un été entre parenthèses (H&O)
- 2013 : Comment je suis devenu un homme (H&O)
- 2013 : L'Ange aux mains sales (H&O)